# Rudy Vallée
 (avril 2023).
Si vous disposez d'ouvrages ou d'articles de référence ou si vous connaissez des sites web de qualité traitant du thème abordé ici, merci de compléter l'article en donnant les références utiles à sa vérifiabilité et en les liant à la section « Notes et références ».
Rudy Vallée, né le 28 juillet 1901 à Island Pond (Vermont) et mort le 3 juillet 1986 à Los Angeles (Californie), est un chanteur, acteur et producteur américain.

## Biographie

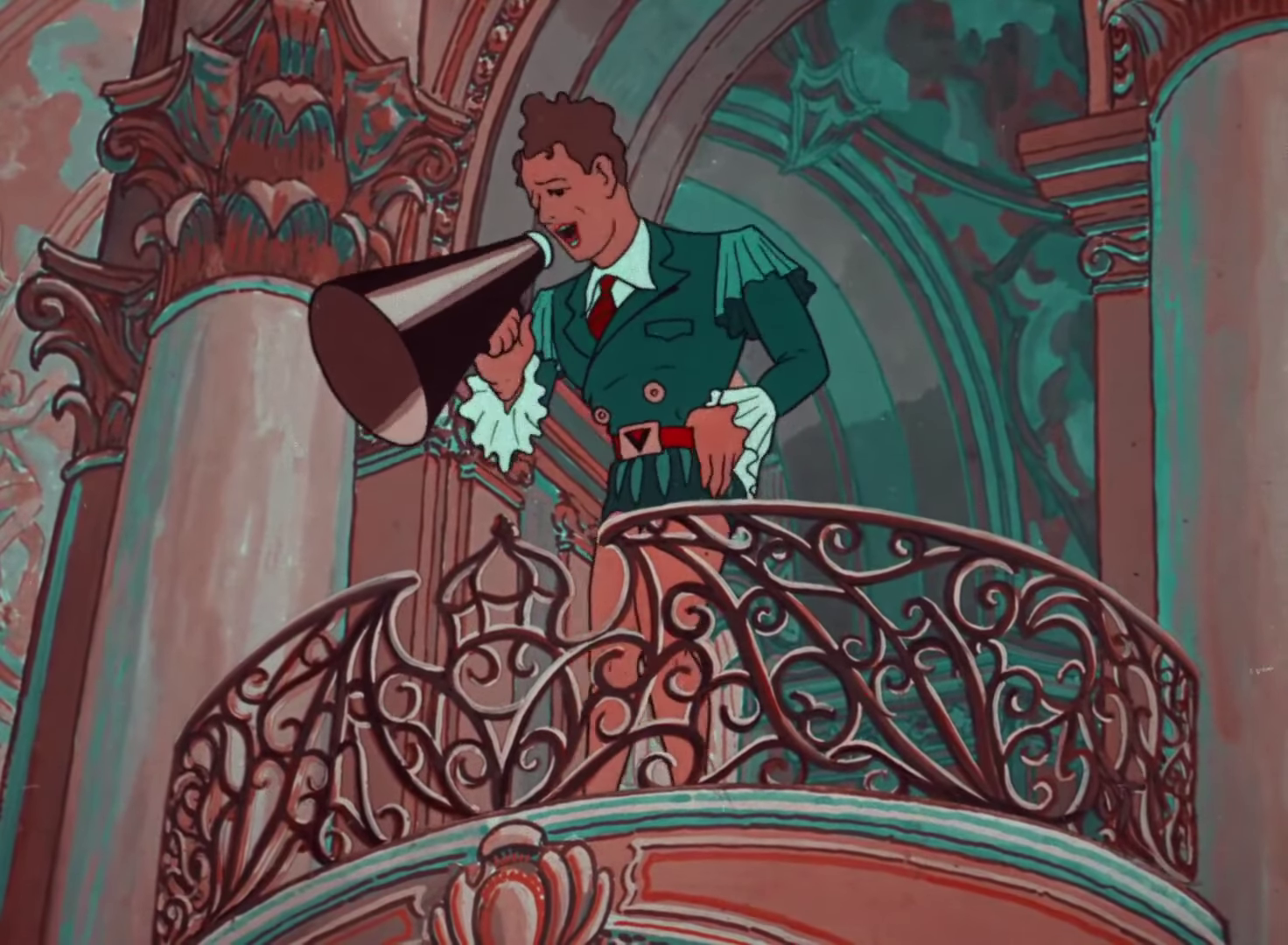
Caricature de Rudy Vallée dans le dessin animé Poor Cinderella (1934).

Rudy Vallée est l'ancêtre des crooners par excellence. À une époque où le microphone n'existait pas, il fallait se servir d'un porte-voix pour capter les foules. En 1927, NBC et CBS (l'année suivante), les premières stations radio les plus importantes en Amérique, ont fait figurer le pittoresque Rudy Vallée et son faux porte-voix, qu'il aura tôt fait de délaisser en découvrant les qualités du microphone.
Rudy Vallée, né Hubert Prior Vallée le 28 juillet 1901 dans le Vermont (État du Nord-Est des États-Unis, au nord du Massachusetts), a commencé à étudier très tôt le saxophone et la clarinette, pour finalement intégrer la prestigieuse université Yale, dans laquelle il fait de la musique avec ses camarades de faculté. C'est dans cette ambiance de potache qu'il commence à chanter avec son porte-voix, alternant avec un solo de clarinette ou de saxophone (il portait tous les instruments en bandoulière). Avec ses amis, il monte le groupe des « Connecticut Yankees » et joue dans les clubs de New York. Tout cela le conduira à la radio WABC en 1929 qui en fera une star. Il tournera dans la foulée le film Le Vagabond du jazz (The Vagabond Lover) et deviendra ce chanteur et animateur à la fois drôle, séduisant et musicien. Dans les années 1940, pendant la guerre, il sera officier-chef d'orchestre et retournera à la radio.
Un de ses succès les plus connus est l'interprétation d'une chanson estudiantine, There Is a Tavern in the Town narrant une rupture amoureuse, dont les paroles ouvertement mélodramatiques sont souvent prises au second degré par les spectateurs. Lors de l'enregistrement en 1934, alors que Vallée (réputé franc buveur) tente de garder son sérieux, ses musiciens lui adressent force mimiques et grimaces, déclenchant un fou-rire difficile à contrôler. Il faudra faire une seconde prise mais son producteur décidera de graver sur disques les deux prises. La version « du pochard » avec les fous rires, gravée en face B aura un immense succès, contrairement à la version « sobre ».
En parallèle à ses activités musicales, Rudy Vallée a mené une carrière cinématographique, principalement dans la comédie et la comédie musicale. Il apparaît dans des films de Preston Sturges : Madame et ses flirts en 1942, Oh quel mercredi ! en 1947 et Infidèlement vôtre en 1948. Il apparait également dans Deux sœurs vivaient en paix en 1947, où il tient le rôle d'un procureur et petit ami de Myrna Loy.
Il incarne Lord Marmaduke Fog dans la célèbre série télévisée Batman.

## Filmographie

### comme acteur
- 1929 : Rudy Vallee and His Connecticut Yankees : Rudy Vallee
- 1929 : Radio Rhythm
- 1929 : Le Vagabond du jazz (The Vagabond Lover) : Rudy Bronson
- 1930 : Campus Sweethearts
- 1931 : Musical Justice : le juge
- 1932 : Knowmore College
- 1932 : The Musical Doctor : Dr Vallee
- 1934 : George White's Scandals de Thornton Freeland, Harry Lachman et George White : Jimmy Martin
- 1935 : Sweet Music : Skip Houston
- 1938 : Chercheuses d'or à Paris (Gold Diggers in Paris) de Ray Enright et Busby Berkeley : Terry Moore
- 1939 : La Fille du nord (Second Fiddle) : Roger Maxwell
- 1941 : Take Me Back to My Boots and Saddle : Vocalist
- 1941 : Too Many Blondes : Dick Kerrigan
- 1941 : Time Out for Rhythm : Daniel 'Danny' Collins
- 1942 : Madame et ses flirts (The Palm Beach Story) de Preston Sturges : John D. Hackensacker III a.k.a. "snoodles"
- 1943 : Happy Go Lucky : Alfred Monroe
- 1945 : La Cinquième chaise (It's in the Bag!) : Rudy, A Singing Waiter (caméo)
- 1945 : Man Alive (en) de Ray Enright : Gordon Tolliver
- 1946 : People Are Funny : Ormsby Jamison
- 1946 : The Fabulous Suzanne : Hendrick Courtney Jr.
- 1947 : Oh quel mercredi ! (The Sin of Harold Diddlebock) : Lynn Sargent
- 1947 : Deux sœurs vivaient en paix (The Bachelor and the Bobby-Soxer) d'Irving Reis : Assistant D.A. Tommy Chamberlain
- 1948 : So This Is New York : Herbert Daley
- 1948 : Tendresse (I remember Mama) de George Stevens : Dr Johnson
- 1948 : Infidèlement vôtre (Unfaithfully yours) de Preston Sturges : August Henshler
- 1949 : My Dear Secretary : Charles Harris (Harris Book Stores)
- 1949 : Maman est étudiante (Mother Is a Freshman) : John Heaslip
- 1949 : Mam'zelle mitraillette (The Beautiful Blonde from Bashful Bend) de Preston Sturges : Charles Hingleman
- 1949 : Father Was a Fullback de John M. Stahl : Mr. Jessup
- 1950 : The Admiral Was a Lady : Peter Pedigrew (jukebox king)
- 1954 : Ricochet Romance : Worthington Higgenmacher
- 1955 : Les hommes épousent les brunes (Gentlemen marry brunettes) de Richard Sale : lui-même
- 1958 : Hansel and Gretel (en) (TV) : Father
- 1964 : On Broadway Tonight (série TV) : Host (unknown épisodes)
- 1967 : Comment réussir dans les affaires sans vraiment essayer (How to Succeed in Business Without Really Trying) de David Swift : Jasper B. 'J.B.' Biggley
- 1968 : Silent Treatment
- 1968 : Le Grand Frisson (Live a Little, Love a Little), de Norman Taurog : Louis Penlow
- 1968 : The Night They Raided Minsky's : narrateur
- 1975 : Slashed Dreams : Proprietor
- 1976 : Won Ton Ton, le chien qui sauva Hollywood (Won Ton Ton, the Dog Who Saved Hollywood) de Michael Winner : Autograph hound
- 1979 : CHiPS (série TV) : saison 2, épisode 16 : Tension maximale (Pressure Point) : Arthur  Forbinger
- 1981 : The Perfect Woman (TV)

### Comme producteur
- 1941 : Take Me Back to My Boots and Saddle